# Liste der French-Open-Sieger (Juniorendoppel)
Diese Liste enthält alle Finalisten im Juniorendoppel bei den French Open. Das Event wurde 1981 das erste Mal ausgespielt.
| Jahr | Sieger                                               | Finalgegner                             | Ergebnis          |
| ---- | ---------------------------------------------------- | --------------------------------------- | ----------------- |
| 1981 | Barry Moir Michael Robertson                         |                                         |                   |
| 1982 | Pat Cash John Frawley                                | Jonathan Canter Michael Kures           | 6:2, 7:6          |
| 1983 | Mark Kratzmann Simon Youl                            |                                         |                   |
| 1984 | Luke Jensen Patrick McEnroe                          |                                         |                   |
| 1985 | Petr Korda Cyril Suk                                 | Wladimer Gabritschidse Alexander Wolkow | 4:6, 6:0, 7:5     |
| 1986 | Franco Davín Guillermo Pérez Roldán                  |                                         |                   |
| 1987 | Jim Courier Jonathan Stark                           | Franco Davín Guillermo Pérez Roldán     | 6:7, 6:4, 6:3     |
| 1988 | Jason Stoltenberg Todd Woodbridge                    | Cristiano Caratti Goran Ivanišević      | 7:6, 7:5          |
| 1989 | Johan Anderson Todd Woodbridge                       | Luis-Enrique Herrera Mark Knowles       | 6:3, 4:6, 6:2     |
| 1990 | Sébastien Lareau Sébastien Leblanc                   | Clinton Marsh Marcos Ondruska           | 7:6, 6:7, 9:7     |
| 1991 | Thomas Enqvist Magnus Martinelle                     | Julian Knowle Johannes Unterberger      | 6:1, 6:3          |
| 1992 | Enrique Abaroa Grant Doyle                           | Jewgeni Kafelnikow Alex Rădulescu       | 7:6, 6:3          |
| 1993 | Steven Downs James Greenhalgh                        | Neville Godwin Gareth Williams          | 6:1, 6:1          |
| 1994 | Gustavo Kuerten Nicolás Lapentti                     | Maxime Boyé Nicolas Escudé              | 6:2, 6:4          |
| 1995 | Raemon Sluiter Peter Wessels                         | Justin Gimelstob Ryan Wolters           | 7:6, 7:5          |
| 1996 | Sébastien Grosjean Olivier Mutis                     | Jan-Ralph Brandt Daniel Elsner          | 6:2, 6:3          |
| 1997 | José de Armas Luis Horna                             | Arnaud Di Pasquale Julien Jeanpierre    | 6:4, 2:6, 7:5     |
| 1998 | José de Armas Fernando González                      | Juan Carlos Ferrero Feliciano López     | 6:7, 7:5, 6:3     |
| 1999 | Irakli Labadse Lovro Zovko                           | Kristian Pless Olivier Rochus           | 6:1, 7:6          |
| 2000 | Marc López Tommy Robredo                             | Joachim Johansson Andy Roddick          | 7:62, 6:0         |
| 2001 | Alejandro Falla Carlos Salamanca                     | Markus Bayer Philipp Petzschner         | 3:6, 7:5, 6:4     |
| 2002 | Markus Bayer Philipp Petzschner                      | Ryan Henry Todd Reid                    | 7:5, 6:4          |
| 2003 | György Balázs Dudi Sela                              | Kamil Čapkovič Lado Tschichladse        | 5:7, 6:1, 6:2     |
| 2004 | Pablo Andújar Marcel Granollers                      | Alex Kuznetsov Mischa Zverev            | 6:3, 6:2          |
| 2005 | Emiliano Massa Leonardo Mayer                        | Serhij Bubka Jérémy Chardy              | 2:6, 6:3, 6:4     |
| 2006 | Emiliano Massa Kei Nishikori                         | Artur Tschernow Waleri Rudnew           | 2:6, 6:1, 6:2     |
| 2007 | Andrej Karattschenja Thomas Fabbiano                 | Kellen Damico Jonathan Eysseric         | 6:4, 6:0          |
| 2008 | Henri Kontinen Christopher Rungkat                   | Jaan-Frederik Brunken Matt Reid         | 6:0, 6:3          |
| 2009 | Marin Draganja Dino Marcan                           | Guilherme Clezar Huang Liang-chi        | 6:3, 6:2          |
| 2010 | Duilio Beretta Roberto Quiroz                        | Facundo Argüello Agustín Velotti        | 6:3, 6:2          |
| 2011 | Andrés Artuñedo Martinavarro Roberto Carballés Baena | Mitchell Krueger Shane Vinsant          | 7:5, 6:75, [10:5] |
| 2012 | Andrew Harris Nick Kyrgios                           | Adam Pavlásek Václav Šafránek           | 6:4, 2:6, [10:7]  |
| 2013 | Kyle Edmund Frederico Ferreira Silva                 | Cristian Garín Nicolás Jarry            | 6:3, 6:3          |
| 2014 | Benjamin Bonzi Quentin Halys                         | Lucas Miedler Akira Santillan           | 6:3, 6:3          |
| 2015 | Álvaro López San Martín Jaume Munar                  | William Blumberg Tommy Paul             | 6:4, 6:2          |
| 2016 | Yshai Oliel Patrik Rikl                              | Chung Yun-seong Orlando Luz             | 6:3, 6:4          |
| 2017 | Nicola Kuhn Zsombor Piros                            | Vasil Kirkov Danny Thomas               | 6:4, 6:4          |
| 2018 | Ondřej Štyler Naoki Tajima                           | Ray Ho Tseng Chun-hsin                  | 6:4, 6:4          |
| 2019 | Matheus Pucinelli de Almeida Thiago Agustín Tirante  | Flavio Cobolli Dominic Stricker         | 7:63, 6:3         |
| 2020 | Flavio Cobolli Dominic Stricker                      | Bruno Oliveira Natan Rodrigues          | 7:63, 6:3         |
| 2021 | Arthur Fils Giovanni Mpetshi Perricard               | Martin Katz German Samofalow            | 7:5, 6:2          |
| 2022 | Edas Butvilas Mili Poljičak                          | Gonzalo Bueno Ignacio Buse              | 6:4, 6:0          |
| 2023 | Jaroslaw Djomin Rodrigo Pacheco Méndez               | Lorenzo Sciahbasi Gabriele Vulpitta     | 6:2, 6:3          |
| 2024 | Nicolai Budkov Kjær Joel Schwärzler                  | Federico Cinà Rei Sakamoto              | 6:4, 7:63         |
| 2025 | Oskari Paldanius Alan Ważny                          | Noah Johnston Benjamin Willwerth        | 6:2, 6:3          |